# Aldbrough St John
Aldbrough St John, ook Aldbrough, is een civil parish in het bestuurlijke gebied Richmondshire, in het Engelse graafschap North Yorkshire.